# Barraca els Lliris
La Barraca els Lliris és una obra de Palafrugell (Baix Empordà) protegida com a Bé Cultural d'Interès Local.

## Descripció
Barraca comunal situada al fons de la platja dels Lliris, en el racó de ponent de la badia de Tamariu. Es tracta d'una edificació de planta rectangular coberta amb volta de canó una mica peraltada, feta amb maó de pla i amb l'intradós recobert també de maó. Altres materials que intervenen en la construcció són la pedra, el porter, l'arrebossat. Als extrems dels dos murs laterals hi ha contraforts. A la façana hi trobem la porta d'accés d'arc escarser de dimensions que permeten guardar una barca. Al damunt de la porta hi ha una petita obertura de ventilació amb una reixa. Al costat hi ha una finestra rectangular. A l'interior hi ha un altell amb embigat de fusta sustentat per una biga amb la inscripció 1872 i una sèrie de lletres que sembla que pertanyen als fundadors de l'associació d'esbarjo. Presidint el local hi ha un gravat de marqueteria que representa el general Espartero.
A la part posterior hi ha una sortida amb fogons i pou.

## Història
Sobre el nom de la barraca hi ha diferents versions. Per una banda, es creu que el nom dels Lliris procedeix del nom original els Liris. Aquest faria referència a la inicial dels noms o cognoms dels fundadors.
Una altra versió és que el nom original era els Iris. Aquest nom s'hauria triat perquè els seus membres es repartien entre tots els colors del ventall polític de l'època i només els unien les activitats recreatives i gastronòmiques.